# مركز أصفان
مركز أصفان هو مركز إداري يتبع محافظة دومة الجندل في منطقة الجوف في المملكة العربية السعودية. وفقاً لإحصاء سنة 2025 فقد بلغ عدد سكان المركز 3732 سعودي و10 غير سعودي.

## المصدر
- دليل الخدمات: منطقة الجوف. مصلحة الاحصاءات العامة والمعلومات، المملكة العربية السعودية.